# Friedrich Schäffer von Bernstein
Friedrich August Heinrich Freiherr Schäffer von Bernstein, auch Fritz Schäffer von Bernstein (* 28. November 1868 in Darmstadt; † 24. Februar 1958 in Nieder-Weisel) war preußischer Generalstabsoffizier und Generalmajor.

## Leben

### Herkunft
Friedrich Schäffer von Bernstein wurde als Sohn des hessischen Hauptmanns und großherzoglich-hessischer Kammerjunker Adolf Georg Jacob Carl Freiherr Schäffer von Bernstein (1834–1870) und dessen Ehefrau Caroline, geb. Schuchard (* 1844, Tochter des Kommerzienrats Heinrich Schuchard und der Karoline Schmidt) geboren.

### Werdegang
Wie sein Vater, der 1870 im Deutsch-Französischen Krieg fiel, entschied er sich für eine Laufbahn in der Hessen-kasselschen Armee. Deren Truppenteile wurden 1866 nach der Annexion Hessens in die Preußische Armee integriert, behielten jedoch ihre rechtliche Selbständigkeit.
Als Unteroffizier wurde er 1887 im Garde-Dragoner-Regiment (1. Großherzoglich Hessisches) Nr. 23 zum Fähnrich befördert. Um 1895 war er hier Leutnant und Adjutant des Regiments. Zwei Jahre später war er im Dragoner-Regiment Nr. 8. Hier wurde er am 1. April 1901 Oberleutnant. Am 22. April 1902 zum Hauptmann befördert, wurde er vom Großen Generalstab zum 15. April 1903 zum Flügeladjutanten des Großherzogs von Hessen. 1905 wurde er aus dieser Position zum Eskadronchef in das Dragoner-Regiment Nr. 6 kommandiert. Drei Jahre später war er wieder im Großen Generalstab. Bis zu diesem Zeitpunkt war er u. a. mit dem Roten Adlerorden 4. Klasse mit der Krone, dem Kronen-Orden 4. Klasse, dem Ritterkreuz 2. Klasse des Großherzoglich Hessischen Ludewigs-Orden, dem Ritterkreuz 2. Klasse des Großherzoglich Hessischen Verdienstordens Philipps des Großmütigen (Verleihung 1897), dem Ritterkreuz 1. Klasse des Herzoglich Sächsischen Haus-Orden, dem Kommandeurkreuz des Königlich Griechischen Erlöser-Ordens und des Kaiserlich und Königlichen russischen St.-Stanislaus-Orden 2. Klasse ausgezeichnet worden. Am 10. September 1908 wurde er zum Major befördert. 1910 war er vom Großen Generalstab in den Generalstab der 21. Division kommandiert. Ab 1912 war er im Großen Generalstab als Militärattaché bei der Gesandtschaft in München eingesetzt.
Er war vom 1. Februar 1914 bis 31. Juli 1915 als Oberst Kommandeur des Ulanen-Regiments  „Graf zu Dohona“ (Ostpreußisches) Nr. 8 und nahm in dieser Eigenschaft an der Schlacht bei Tannenberg teil. Das Regiment kämpfte im Verband des I. Armee-Korps an der Ostfront.
Am 12. September 1915 wurde er Generalstabschef des XXV. Reserve-Korps und blieb in dieser Funktion, bis er am 24. Dezember 1917 durch Major Kurt von Greiff abgelöst wurde.
Im gleichen Jahr wurde er mit dem österreichischen Orden der Eisernen Krone und dem Kronen-Orden 2. Klasse mit Schwertern ausgezeichnet. Anschließend war er bis Mitte März 1918 Kommandeur des 8. Badischen Infanterie-Regiments Nr. 169. Ende Oktober 1918 war er mit einem Beglaubigungsschreiben von Generalfeldmarschall Paul von Hindenburg gemeinsam mit Hauptmann Heinz Guderian zu den Waffenstillstandsverhandlungen der Italiener und Österreicher entsandt worden, wurden aber von den Italienern zurückgeschickt. Ab 20. Januar 1919 war er letzter Kommandeur des Garde-Dragoner-Regiments (1. Großherzoglich Hessisches) Nr. 23.
Ausgezeichnet mit dem Ritter des Hausorden von Hohenzollern mit Schwertern, wurde er als Generalmajor in den Ruhestand verabschiedet. 

### Familie
Am 6. März 1905 heiratete er in Frankfurt am Main Emma Karola von Passavant (1884–1971, Tochter des Kommerzienrats Richard von Passavant und der Amalie Emma, geb. Gontard). Aus der Ehe ist u. a. die Tochter Vera (1914–1994, ∞ 11. August 1948 Bernhard von Sachsen-Meiningen) hervorgegangen.